# FM-Anlage
Als FM-Anlage werden drahtlose Signalübertragungsanlagen bezeichnet, die Signale mit frequenzmodulierten Funksignalen (FM) übertragen.
Der Begriff wird vor allem für Tonübertragungsanlagen für schwerhörige Menschen verwendet.
Hier muss unterschieden werden zwischen persönlicher Hörunterstützung und Höranlagen. Während Höranlagen sich an alle oder zumindest viele Teilnehmer in einem bestimmten mehr oder weniger öffentlichen Bereich wenden, hat eine persönliche Hörunterstützung einen oder nur sehr wenige Nutzer im privaten Umfeld im Auge: TV-Streamer, Funkmikrofon, Telefonadapter.
Der Begriff FM-Anlage wird heutzutage nicht mehr präzise verwendet. Er stammt aus einer Zeit, in der es nur analoge Funkanlagen gab, die mit der Frequenz-Modulation (FM) gearbeitet haben, die digitalen Systeme im 2,4-GHz- oder DECT-Bereich kann man somit eigentlich nicht mit FM-Anlagen bezeichnen, da sie ganz andere Modulationsverfahren nutzen. Gelegentlich werden auch Infrarot-Hörhilfen als „FM-Anlagen“ bezeichnet, wenn bei dem zur Übertragung verwendeten Infrarotlicht ebenfalls die Technik der Frequenzmodulation benutzt wird.
Aus historischen Gründen wird die proprietäre Phonak-Roger-Anlage als FM-Anlage bezeichnet. Das Roger-System benutzt die proprietäre digitale Airstream-Technik auf Basis der 2,4-GHz-Frequenz. Eine der Vorläufer-Anlagen war jedoch eine typische FM-Anlage.
Fast alle gängigen FM-Anlagen und ihre digitalen Pendants sind als Personenführungsanlagen oder als Konferenzanlagen konzipiert worden. Die Nutzung als mobile Höranlagen für Schwerhörige ist eine Nebennutzung. In der Nutzungsart Höranlage für Schwerhörige ist sie nicht barrierefrei, da sich nur Schwerhörige einen Empfänger ausleihen und tragen müssen. Dadurch sind sie dann eindeutig als schwerhörig erkennbar und somit wird ihr Recht auf Informationelle Selbstbestimmung verletzt. Außerdem ist das Ausleihen der Geräte nicht „die übliche Weise“ und „eine besondere Erschwernis“. (Vgl. §4 Behindertengleichstellungsgesetz (Deutschland), der Barrierefreiheit definiert.) Aus der Praxis ist bekannt, dass insbesondere altersbegleitend Schwerhörige sich scheuen, z. B. in der Kirche oder Vortragsräumen einen Empfänger auszuleihen und zu tragen.
Das Sendemikrofon wird üblicherweise nah am Sprechermund positioniert sein. Eine Höranlage und damit auch eine FM-Anlage bewirkt dann, dass Nebengeräusche aus der Raumakustik (Hall, Echo), der Bauakustik, der Umwelt oder dem Publikum stark abgedämpft werden, sodass von den Schwerhörigen noch gehörte Laute nicht durch die Nebengeräusche gestört oder verdeckt werden.
Analoge FM-Anlagen haben keine Latenz (Verzögerung), sodass die für Schwerhörige wichtige visuelle Zusatzinformation (Mundbild, Mimik, Gestik) ohne Zeitversatz verwertet werden kann. Digitale Anlagen haben jedoch systembedingt eine Latenz, sodass die Verwertung der visuellen Information erschwert wird.

## Grundprinzip
Die Gerätekonfiguration besteht aus einem Sender und einem Empfänger. Am „Sender“ (beispielsweise mit einem Mikrofon) werden die gewünschten Tonsignale aufgenommen, in modulierte elektrische Funksignale umgewandelt und ausgestrahlt.
Die Person mit Hörbeeinträchtigungen trägt ihrerseits den Empfänger, der das Funksignal wieder in ein analoges Audiosignal rückverwandelt. Dieses analoge Audiosignal kann dann weitergeleitet werden. Empfänger vom Typ „Kinnbügelempfänger“ haben einen angebauten Ohrhörer. Die „Standard“-Empfänger sind etwa zigarettenschachtelgroß und haben üblicherweise eine Klinke-3,5-Anschlussbuchse als Ausgang für das analoge Audiosignal.
Grundprinzip ist bei analogen Systemen die Mehrkanalfähigkiet und bei digitalen Anlagen die Gruppenbildungsfähigkeit.
Digitale Anlagen sind auch verschlüsselbar.
Da alle Systeme primär der Sprachübertragung dienen, ist Stereo-Übertragung normalerweise nicht vertreten, obwohl es technisch möglich wäre.

## Konnektivität zu Hörsystemen
Proprietäre Höranlagen wie z. B. das Phonak-Roger-System benötigen zum Empfang einen speziellen Chip, der durch eine käufliche Lizenz aktiviert wird. Dieser speziellen Chip ist
- in bestimmten Hörsystemen des eigenen Konzerns verbaut
- in einem Mini-Empfänger mit dem Drei-Pin Euro-Stecker verbaut (Roger-X).
- in einem Empfangsgerät mit analogem Audioausgang (Klinke-3,5) und induktver Halsringschleife verbaut (Roger Neckloop)

Hörsysteme, für die noch ein Audioschuh angeboten wird, können den Roger-X verwenden. Verfügt das Hörsystem über eine T-Spule, kann der Roger Neckloop genutzt werden. Wenige Fremdkonzernen bieten ein Zubehörteil, die den Roger-X aufnehmen können, z. B. das GN Resound MultiMic. Ansonsten bleibt nur die Nutzung des Roger-Neckloop als Empfangsgerät mit analogem Audioausgang übrig wie im folgenden Abschnitt beschrieben.
Bei FM-Anlagen, die als Personenführungs- oder Konferenzenanlagen entwickelt wurden, gibt es verschiedene Wege, wie das analoge Audio-Signal in die Ohren der Nutzer gelangt:
1. per angeschlossenem Ohr- oder Kopfhörer. Dies ist aber mit Qualitätsverlust verbunden.
2. per Kabel an einen  „Audioschuh“ am Hörgerät (Euro-Buchse). Heutzutage ist der Audioschuh kaum noch vertreten, Akku-Hörgeräte haben ihn konstruktionsbedingt nicht mehr. Außerdem sind Spannungspegelanpassungen zu beachten.
3. Über eine induktive Halsringschleife in die T-Spule des Hörsystems. Diese ist laut biha (Bundesinnung der Hörakustiker) in 82–85 % der verkauften Hörgeräte vorhanden.
4. Über eine Drahtlostechnik, sofern das Hörsystem darüber verfügt. Hörsysteme, die mit Bluetooth (Variante Classic oder Low Energy) ausgestattet sind, sind in der Regel auch mit einer proprietären konzernspezifischen Drahtlostechnik ausgestattet, meist auf Basis der digitalen 2,4-GHz-Technik. Hier gibt es in der Regel Zusatzgeräte mit einem analogen Audioeingang, mit dem der FM-Empfänger per Kabel gekoppelt werden kann. Das Gerätepaar überträgt dann das Audiosignal über die Wegstrecke: Sender -> Empfänger -> analoges Audiosignal -> Drahtlos-Zubehörgerät -> Hörsystem. Eine Ankopplung über Bluetooth gestaltet sich so: Bei Bluetooth-Classic-Hörsystemen (nur Sonova-Konzern) wird ein handelsüblicher Bluetooth-Classic-Transmitter zwischengeschaltet:  Sender -> Empfänger -> analoges Audiosignal -> Bluetooth-Classic-Transmitter -> Hörsystem Bei den Hörsystemen mit der Variante Bluetooth-Low Energy (MFi) (Apple-Modifikation „Made-for-iPhone“ für alle anderen Konzerne) muss beachtet werden, dass es keinen Konverter nach Bluetooth-LowEnergy(MFi) gibt. Somit muss der Umweg über den Bluetooth-Classic-Transmitter laufen, dem noch ein Konverter in die proprietäre Drahtlos-Technik folgen muss (der nennt sich Telefonadapter, Telefonclip oder so ähnlich). Sender -> Empfänger -> analoges Audiosignal -> Bluetooth-Classic-Transmitter -> Telefonadapter -> Hörsystem.

Jedes der Zusatzgeräte erzeugt zusätzliche Latenzen von 20 ms bis zu weit mehr als 200 ms.

## Ausführung für Konferenz- oder Schulklassenanlagen

### Sender
An den Sender der Anlage ist ein Mikrofon angeschlossen, das die Tonsignale aufnimmt, die vom Sender als FM-Funksignale im Ultrakurzwellenbereich ausgestrahlt werden.
Unterschiedliche Sender-Ausführungen können entweder konzipiert sein für einen stationären Betrieb z. B. mit einer Audio-Anlage als angeschlossener Tonquelle oder als mobil von einem Sprecher getragen, der sich auch im Raum bewegt (z. B. Lehrer in der Schulklasse).
Um einen störungsfreien Betrieb mehrerer jeweils separater Anlagen in verschiedenen Räumen eines Gebäudes (z. B. in Schulen) zu gewährleisten, sind die Anlagen mehrkanalig und umschaltbar konfiguriert.

### Empfänger
Ein Empfänger, den die schwerhörige Person am Körper trägt oder der an ihrem Sitzplatz angebracht ist, kann diese Signale aufnehmen und umsetzen. Je nach Gerätekonfiguration ist vom Empfänger die Darbietung über einen Kopfhörer oder über einen Anschluss an das eigenständige individuelle Hörgerät möglich. Bei neuesten Entwicklungen ist der Empfänger mit einer stark miniaturisierten Elektronik in den zuvor nur als reine Kabel-Steckverbindung konzipierten Audioschuh integriert, der an Hinter-dem-Ohr-Hörgeräte und auch an die außen am Ohr getragenen „Sprachprozessoren“ von Cochleaimplantaten aufgesteckt werden kann.
Es ist je nach Gerätekonfiguration auch möglich, statt des Kopfhörers, des Hörgeräte-Kabelanschlusses oder des mit Elektronik ausgestatteten Audioschuhs eine um den Hals gelegte Induktionsschleife zu verwenden. Die Tonsignale werden durch elektromagnetische Induktion auf das Hörgerät übertragen. Das Hörgerät muss dazu eine sogenannte Telefonspule (abgekürzt T-Spule) haben.

### Typische Kennwerte
- Die Funk-Übertragungsfrequenz liegt im Ultrakurzwellenbereich je nach Produkt im Bereich zwischen etwa 200 und 865 MHz, 2,4-GHz-ISM-Band oder im DECT-Bereich
- Der Tonhöhe des übertragenen Schalls liegt im Bereich der menschlichen Schallwahrnehmung zwischen 80 und 16000 Hz oder auch nur zwischen 100 und 7300 Hz.
- Als Dynamik-Gewinn gegenüber dem Nur-Hörgeräte-Gebrauch werden Werte zwischen 15 und 25 dB angegeben
- Die Sende-Reichweite liegt in der Größenordnung von bis zu 30 Metern

## Ausführung für Rundfunk- oder Fernsehton
Ein zusätzliches Sendegerät am Rundfunk- oder Fernsehgerät nimmt dessen Ton auf und überträgt ihn in Form von FM-Funksignalen zu einem Empfängermodul, das die schwerhörige Person an ihrem Körper trägt.
Der Empfänger wird aufgrund seiner Form oft „Kinnbügelhörer“ genannt, er hat zwei Ohrstücke mit Mini-Lautsprechern an jeweils einem kurzen Kunststoffrohr. Die unteren Enden dieser Röhrchen sind über ein mehr oder weniger stabförmiges „Bügel“-Gehäuse verbunden, das unterhalb des Kinns hängend getragen wird. Darin befindet sich die Elektronik, die das empfangene FM-Signal in Schallwellen zurückverwandelt. Ebenso wie bei den Konferenz- oder Schulklassenanlagen kann hier (je nach Produkt) statt des akustischen Kopfhörers eine um den Hals gelegte Induktionsschleife in Verbindung mit dem individuellen eigenständigen Hörgerät Anwendung finden.

## Einsatzmerkmale
Es können innerhalb des Sendebereichs mehrere mit Empfängern ausgestattete Personen in unterschiedlichen Lautstärken hören, ohne sich gegenseitig zu beeinflussen.
Die FM-Empfänger der partizipierenden Personen müssen zur gleichen Produktfamilie gehören wie das Sendegerät. Es gibt hier keinen produktübergreifenden Standard. Trotzdem können durchaus bei analogen Geräten im 863-865-MHz-Funkbereich kompatible Funkkanäle zwischen zwei Produktfamilien gefunden werden.
Innerhalb der Reichweite des Funksenders ist im Prinzip eine freie Beweglichkeit ohne Empfangsunterbrechung möglich, wobei im Gegensatz zu Infrarot-Höranlagen keine Abschirmung bzw. „Funkschatten“ durch davor stehende Gegenstände oder Personen auftritt.